# Arthur Bliss
Arthur Edward Drummond Bliss, CH KCVO (Londres, 2 de agosto de 1891 - Londres, 27 de março de 1975) foi um compositor britânico.

## Biografia
Arthur Bliss foi filho de um estadunidense com uma inglesa. Bliss estudou na Escola Preparatória Bilton Grange e jogou Rugby, antes de ingressar na Universidade de Cambridge. Ele estava decidido a exibir as características de ambas as nações, o seu profundo romantismo balança com uma inesgotável energia e otimismo. Ele começou a estudar na Faculdade Real de Música com Charles Villiers Stanford, mas a Primeira Guerra Mundial eclodiu logo após o primeiro semestre e ele deixou a escola para servir como oficial dos Guardas Grenadier.
Com o retorno da paz, a carreira de Bliss decolou rapidamente para o público britânica, com novas obras, sendo muitas delas para conjuntos "diferentes". Entre elas estão um concerto para tenor, piano e cordas e Roult para soprano e orquestra de câmara. Muitas das suas primeiras obras mostram que ele foi influenciado por Igor Stravinsky e Claude Debussy. Um marco importante foi sua Sinfonia Cor, de 1922, que explora a ideia da associação musical de cores diferentes.
A partir do fim da década de 1920, Bliss moveu-se para a cena musical inglesa mais tradicional, com trabalhos corais, como Pastoral e Morning Heroes, na década de 1930 ele escreveu a música para o filme Things to Come e o balé Checkmate. Bliss sempre foi um compositor ambicioso e prolífico e algumas de suas obras foram recebidas por um vasto público, principalmente internacional. O Introduction and Allegro e o Concerto para Piano são exemplos, o concerto teve sua première por Solomon na Feira Mundial de Nova Iorque de 1939-40.
Durante a Segunda Guerra Mundial, Bliss tornou-se o Diretor Musical da Orquestra Sinfônica da BBC. Em 1950 ele foi feito Cavaleiro do Império Britânico e em 1953 ele foi apontado para suceder Arnold Bax como Mestre do Queen's Music.
Nesse ponto de sua carreira, estava se tornando aparente que Bliss não conseguiu todo o sucesso que tanto desejava. Sua ópera The Olympians, que teve a produção feita no Covent Garden, não foi um sucesso de vendas (mesmo que tenha atraído um entusiasmo considerável da crítica); seu oratório The Beatitudes foi esquecido atrás do War Requiem de Benjamin Britten em 1962 no Festival Coventry e seu concerto para violoncelo, escrito para o violoncelista russo Mstislav Rostropovich, foi ofuscado pelos de Britten, Henri Dutilleux e Witold Lutosławski. O concerto recebeu sua primeira performance em Londres, pelo violoncelista britânico Julian Lloyd Webber. Em 1972, sua obra Metamorphic Variations, uma grandiosa obra orquestral, foi apresentada pela primeira vez, mas não com Leopold Stokowski, como Bliss desejava que fosse.
Sir Arthur Bliss faleceu em 1975, aos 84 anos. Sua viúva, Gertrude, faleceu dia 21 de novembro de 2008, aos 104 anos.
As obras de Bliss foram catalogadas por Lewis Foreman, e os números "F" são agora comumente usados para identificar sua música.

## Palco

### Óperas
- F. 97, Os Olimpianos (1948)
- F. 96, The Beggar's Opera (1952)
- F. 98, Tobias e o Anjo (1960)

### Balés
- F. 8, Rout (um balé em uma cena) (1920?)
- F. 119, Melee Fantasque (1921)
- F. 7, Narciso e Eco (1931; baseado em Rapsódia)
- F. 2, Xeque-mate (1937)
- F. 6, Milagre nos Gorbals (1944)
- F. 1, Adam Zero (1946)
- F. 5, A Senhora da Chalota (1958)
- F. 3, Diversions (baseado em Music for Strings) (1961)
- F. 4, Frontier (baseado em música do Quinteto para Oboé e Quarteto de Cordas) (1969?)
- F. 9, A Royal Offer (baseado em A Color Symphony ) (1977)

### Música Incidental
- F. 85, Como Você Gosta (1919)
- F. 86, Rei Salomão (1924)
- F. 87, Summer Day's Dream - violino e oboé (1949)

## Orquestral
- F. 119, Melee Fantasque (revisão) (1921/1937/1965)
- F. 133, Dois Estudos (1920)
- F. 106, Uma Sinfonia Colorida (1921/1932)
- F. 127, Pyonepsion (último movimento de A Color Symphony ) (1922)
- F. 102, Bliss: One Step (1923)
- F. 134, Twone, a casa de Felicity (1923)
- F. 124, Polonaise (1925)
- F. 116, Hino a Apolo (1926/1965)
- F. 117, Introdução e Allegro (1926/1937)
- F. 123, Música para Cordas (1935)
- F. 94, março, The Phoenix - homenagem à França (1944)
- F. 120, Concerto Memorial (1946)
- F. 120, Theme and Cadenza (de "Memorial Concert", peça de rádio de Trudy Bliss) (1949)
- F. 126, Processional (1953)
- F. 101, Uma saudação de aniversário para Sua Majestade, (1955)
- F. 118, Meditação sobre um Tema de John Blow (1955)
- F. 114, Abertura de Edimburgo (1956)
- F. 113, Discurso para Orquestra (1957/1965)
- F. 104, Prelúdio Cerimonial (1965)
- F. 93, Marcha em homenagem a um grande homem (1965)
- F. 122, Variações Metamórficas (1972)
- F. 132, Dois contrastes para orquestra de cordas (1972)

## Concertante
- F. 109, Concerto para Piano, Cordas, Tenor e Percussão (1920/1923)
- F. 110, Concerto para Dois Pianos e Orquestra (1924)
- F. 108, Concerto para piano em si bemol maior (1938; estreado por Solomon )
- F. 111, Concerto para Violino (1953; estreado por Alfredo Campoli em 1955)
- F. 107, Concerto para violoncelo (1970; estreado por Mstislav Rostropovich )

## Orquestra Vocal/Coral
- F. 33, Pastoral 'Jazem espalhados os rebanhos brancos' (1928)
- F. 32, Heróis da Manhã (1930)
- F. 34, Canções de boas-vindas (1954)
- F. 28, Bem-aventuranças, As (1961)
- F. 31, Maria de Magdala (1962)
- F. 30, Cantata Dourada (1963)
- F. 29, Deus salve a Rainha (1969)
- F. 36, O mundo é acusado da grandeza de Deus, O (1969)
- F. 35, Duas baladas (1971)

## Música de câmara
- -, Trio para piano, clarinete e violoncelo (1909)
- -, Quarteto para piano, clarinete, violoncelo e tímpanos (1910??)
- F. 23, Quarteto de cordas em lá maior (1913)
- F. 18, Quarteto para piano em lá menor (1915)
- F. 17, Fuga para Quarteto de Cordas (1916)
- F. 22, Quinteto para Piano (1919)
- F. 16, Conversas (1920)
- F. 24, Quarteto de Cordas (1923)
- F. 190, Allegro (de quarteto de cordas incompleto) (1927)
- F. 21, Quinteto para oboé e cordas (1927)
- F. 20, Quinteto para Clarinete e Quarteto de Cordas (1932)
- F. 91, Sonata para Viola e Piano (1933)
- F. 25, Quarteto de cordas nº 1 em si bemol maior (1941)
- F. 26, Quarteto de cordas nº 2 (1950)
- F. 27, Brinde à Casa Real (1961)
- F. 19, Jogue uma penta (1971)
- -, Prelude for Brass, Percussion, Piccolo and Double Bassoon (1974?) (também conhecido como Fanfare for Lancaster)

## Instrumental

### Piano
- F. 142, May Zeeh (1910)
- F. 147, Suite (1912)
- F. 139, Intermezzo (1912)
- F. 152, Valse Fantastiques (1913)
- F. 155, Rout (arranjo para dois pianos) (1920?)
- F. 138, Bliss: One Step (1923)
- F. 141, Máscaras (1924)
- F. 148, Suite (1925)
- F. 149, Toccata (1925)
- F. 151, Dois Interlúdios (1925)
- F. 144, Rout Trot, The (1927)
- F. 146, Estudo (1927)
- F. 140, Peça de Karen (1940/1941)
- F. 145, Piano Sonata (1952) (escrita para Noel Mewton-Wood, que tocou o Concerto para Piano para grande satisfação de Bliss; primeira gravação em 1960 por Marguerite Wolf )
- F. 143, Miniatura Scherzo (1969)
- F. 154, Fun and Games (três mãos/dois pianos) (1970)
- F. 150, Tríptico (1970)
- F. 153, Suíte Nupcial, A (1974)

### Órgão
- F. 137, Praeludium (1971)

### Outro
- F. 89, Intermezzo para Viola e Piano (1914?)
- F. 192, Sonata para Violino (incompleta) (1914)
- F. 92, Duas peças para clarinete (1916)
- F. 89a, Andante Tranquillo e Legato (1926??)
- F. 91, Viola Sonata (1933), estreada por Lionel Tertis e Solomon
- F. 88, Explosão de Enid (1968)
- F. 90, Música para um Príncipe (1970)

## Voz

### Voz e Ensemble
- F. 160, Madame Noy (1918)
- F. 161, Rapsódia (1919)
- F. 162, Rou t (1920)
- F. 165, Two Nursery Rhymes for Voice, Clarinet in A (ou Viola) and Piano (1920)
- F. 164, A Tempestade, (1921)
- F. 166, Mulheres de Yu'eh (1923)
- F. 158, Quatro Canções (1927)
- F. 163, Serenata para Barítono e Orquestra (1929)
- F. 163, Duas Canções de Amor (da Serenata) (1929)
- F. 157, A Feiticeira, (1951)
- F. 156, Soneto Elegíaco (1954)
- F. 159, A Knot of Riddles, (1963)
- F. 35, Duas baladas (1971)
- F. 158, Quatro Canções (1973)

### Voz e Piano
- F. 181, Acho que é hora de Wenlock Town (1914)
- F. 173, Os Martelos, (1915)
- F. 182, The Tramps, (1916)
- F. 188a, La Serva Padrona (Pergolesi) (1919)
- F. 179, Três Canções Românticas (1921)
- F. 180, Três Canções (1923/1972)
- F. 170, Ballad of the Four Seasons, The (1923)
- F. 178, Três Cavalheiros Alegres (1923)
- F. 185, Quando eu tinha vinte e um anos (1923)
- F. 172, Gamo na casa solitária, The (1924)
- F. 168, Na Janela (1925)
- F. 174, Rico ou Pobre (1925)
- F. 171, Oração das crianças, A (1926)
- F. 177, Simples (1932)
- F. 176, Sete Poemas Americanos (1940)
- F. 184, Dois Poemas Americanos (1940)
- F. 169, Auvergnat (1943)
- F. 191, Embalar as nuvens (incompleto) (década de 1960)
- F. 193, Canção de um homem que superou (incompleta) (década de 1960)
- F. 167, Anjos da Mente (1969)
- F. 175, Navegando ou Voando (1970)
- F. 183, Tulipas (1970)

### Coral
- -, Quando salvarás o teu povo? (1943??)
- F. 37, Aubade para Coronation Morning (1953)
- F. 51, Busque o Senhor (1956)
- F. 38, canções de aniversário para uma criança real (1959)
- F. 54, Levantai-vos e bendizei ao Senhor (1960)
- F. 40, Berço Canção de uma criança recém-nascida (1963)
- F. 45, Dai graças ao Senhor (1965)
- F. 41, Ele é o Caminho (1967)
- F. 50, River Music (1967)
- F. 55, Sweet Day, so cool (1967)
- F. 56, Três canções para meninas e meninos (1967)
- F. 42, Senhor, quem habitará no teu tabernáculo? (1968)
- F. 46, Um, dois, fivela meu sapato (1968)
- F. 48, Oração ao Menino Jesus, A (1968)
- F. 39, Cristo está vivo! Deixe os cristãos cantarem (1970)
- F. 44, Ode para Sir William Walton (1972)
- F. 47, Oração de São Francisco de Assis (1972)
- F. 49, Põe a tua confiança no Senhor (1972)
- F. 43, Mar Português (1973)
- F. 52, Escudo da Fé (1974)
- F. 53, Sing, Mortals (1974)

### Hinos
- -, Pen Selwood – Hymn Tune (1967?)
- -, Santa Barbara – Hymn Tune (1967??)
- -, Mortlake – Hymn Tune (1971?)

## Brass/Banda Militar
- F. 113, Kenilworth (1936)
- F. 12, Primeiros Guardas (1956)
- F. 11, Call to Adventure (1962)
- F. 10, Variações de Belmont, The (1963)
- F. 14, Linburn Air (1965)
- F. 15, Salute to Lehigh University (1968)

## Fanfarras
- F. 62, Fanfarra para um discurso político (1921)
- F. 63, Fanfarra para Heróis (1930)
- F. 59, Dominion Greetings (1935)
- F. 83, Três Fanfarras Jubilosas e Três Solenes (1935/1943)
- F. 61, Fanfarra para uma Ocasião Digna (1938)
- F. 57, fanfarra de aniversário para Henry Wood (1944)
- F. 75, Peace Fanfare for Children (1944)
- F. 79, Salute to Painting, A (1953)
- F. 80, Saudação à RAF, A (1956)
- F. 82, Serviço da Ordem do Banho (1956)
- F. 68, Fanfarra precedendo o Hino Nacional (1960)
- F. 74, Deixa o Povo Cantar - Duas Fanfarras (1960)
- F. 78, Royal Fanfares and Interludes (1960)
- F. 81, Salute to the Royal Society, a (1960)
- F. 71, Saudações a uma cidade (1961)
- F. 84, Casamento da Princesa Margaret, Música para (1961?)
- F. 70, Fanfarra de Gala (1962)
- F. 72, High Sheriff's Fanfare (1963)
- F. 67, Fanfarra, Homenagem a Shakespeare (1964)
- F. 64, Fanfare for the Commonwealth Arts Festival (1965)
- F. 77, Direito da Linha, O (1965/1982 poth.)
- F. 69, Fanfare: Prelude for Orchestra 'Macclesfield' (1966)
- F. 65, Fanfarra para o Lord Mayor de Londres (1967)
- F. 76, Prince of Wales Investiture Music (1969)
- F. 158, Cumprimentos de aniversário para a Orquestra Sinfônica de Croydon (1971)
- F. 60, Fanfare for a Coming of Age (1973)
- F. 66, Fanfarra para o Fundo Nacional para Doenças Incapazes (1973)
- F. 84, Casamento da Princesa Anne, Música para (1973)
- F. 73, Lancaster-prelúdio (1974)

## Arranjos Orquestrais
- F. 188, Dança do Fogo (arr. da obra de Sinding )
- F. 189, Conjunto do ato Tunes and Dances (Purcell) (1921)
- F. 186, Das alte jahr vergangen is (Bach) (1932)

## Arranjos para Brass/Military Band
- F. 187, Três Corais de Bach da Paixão de São João (1960)

## Música para mídia

### Música de filme
- F. 131, Things to Come (1934)
- F. 112, Conquista do Ar (1936)
- F. 103, César e Cleópatra (1945) (não usado; substituído por uma nova partitura de Georges Auric )
- F. 121, Homens de Dois Mundos (1945)
- F. 125, Présence au combat (1945)
- F. 105, Cristóvão Colombo (1949)
- F. 135, Guerra no ar (1954)
- F. 95, Welcome the Queen (1954)
- F. 129, Seven Waves Away (1956)

### Música para rádio
- F. 136, Sua pergunta respondida (1944)
- F. 115, Heritage of Britain (1950)

### Música para Televisão
- F. 99, ABC Television Signature and Interval Music (1956)
- F. 100, Uma Era de Reis (1960)
- F. 128, Royal Palace Music for The Royal Palaces of Britain (1966)
- F. 130, Espírito da Era (1975)

## Perdido
- -, Suite Isabelina (??)
- -, March e Valse des Fleurs (arr. Tchaikovsky) (1910??)
- -, Valses Melancoliques, Deuxième Preludes; Valse-Phantasie (1913??)
- -, O Festival da Flora (arr. de Henry Purcell) (1927??)
- -, Tema do Interlúdio Processional (1969)

### Vídeos
- The Lady of Shalott rehearsal sequence from 1975 no YouTube
- The Lady of Shalott no YouTube

Girl in a Broken Mirror Um documentário com o balé The Lady of Shallot realizado por alunos da escola de Leicestershire e o LSSO conduzido por Eric Pinkett.
- Part 1 no YouTube
- Part 2 no YouTube
- Part 3 no YouTube
- Part 4 no YouTube
- Part 5 no YouTube